# Sylvain Larocque
Pour les articles homonymes, voir Larocque.
Sylvain Larocque, né le 27 mars 1967 à Montréal, est un humoriste, auteur humoristique et homme politique québécois. Il est parfois surnommé « Le Magicien des mots »,,.

## Biographie

### Jeunesse et formation
Sylvain Larocque est né le 27 mars 1967 à l'Hôpital Notre-Dame à Montréal, Québec. Il grandit à Cowansville, en Montérégie. Sylvain possède un baccalauréat en Marketing de HEC Montréal et un baccalauréat en Chimie de l'Université McGill,.

## Carrière

### Humoriste
C'est à la suite d'un accident de moto avec camion-citerne d'huile où il passa un mois aux soins intensifs qu'il lance sa carrière d'humoriste. Il est connu pour ses textes qu'il travaille pour différents humoristes tels que François Morency, Mario Jean, Martin Petit, Patrick Groulx, Marc Dupré, Philippe Bond, Laurent Paquin et Jean-Michel Anctil. 
À cheval entre l'écriture et les spectacles, Sylvain a contribué au succès de l'émission Un gars, une fille au Québec. Il a également travaillé dans le domaine du théâtre comme comédien dans Ladies Night et Mars & Vénus (qu'il a également coécrit avec Stéphane E. Roy).

### Politique
Le 19 juin 2021, Sylvain annonce qu'il sera candidat aux élections municipales de 2021, dans l'équipe de Catherine Fournier (Coalition Longueuil), au poste de conseiller municipal dans le district Saint-Charles, à Longueuil,. Il est élu le 7 novembre 2021 avec 53,97% des voix, défaisant notamment le conseiller sortant, membre du comité exécutif de la Ville.
Il est nommé conseiller associé responsable de la culture et des communications par la nouvelle mairesse Catherine Fournier.

## Spectacles
- 2003 : Le Grand Rire bleu « La Genèse » (Coanimateur avec Claude Legault)
- 2004 : Le Grand Rire bleu « Les Tentations » (Coanimateur avec Claude Legault)
- 2009 : VU D’MÊME
- 2012 : Le Grand Rire de Québec (Coanimateur avec Claude Legault)
- 2015 : Dans le blanc des yeux

## Prix
En plus de ses nominations aux Oliviers et à l'ADISQ, Sylvain Larocque a remporté plusieurs prix :
- Oliviers 2010 : Catégorie auteur de l’année - Spectacle de Sylvain Larocque
- Oliviers 2010 : Catégorie spectacle d’humour de l'année - Vue d’même
- Oliviers 2007 : Catégorie auteur de l’année - Spectacle de Laurent Paquin
- Oliviers 2004 : Catégorie auteur de l’année - Spectacle de Mario Jean
- Oliviers 2002 : Catégorie auteur de l’année - Spectacle de Sylvain Larocque
- Oliviers 2000 : Catégorie auteur de l’année - Spectacle de Martin Petit
- Gémeaux 2000 : Catégorie meilleur texte/humour (1 gars, 1 fille, épisode 56)